# Zenit (metropolitana di San Pietroburgo)
La stazione Zenit (Зенит) è una stazione della metropolitana di San Pietroburgo, posta sulla linea Nevsko-Vasileostrovskaja. Nel 2018-2020 si chiamava Novokrestovskaja (Новокрестовская).

## Storia
La stazione venne aperta il 26 maggio 2018, come parte del prolungamento da Primorskaja a Begovaja della linea Nevsko-Vasileostrovskaja.